# James F. Blinn

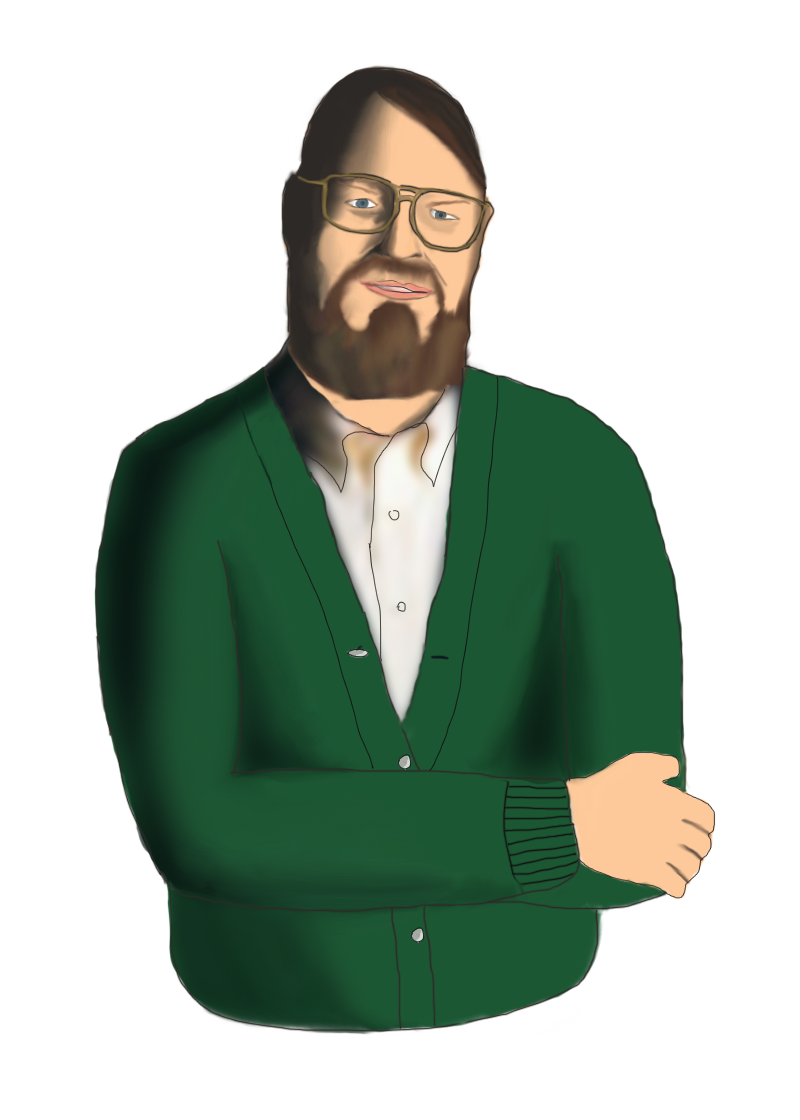
James F. Blinn

James Frederick „Jim“ Blinn (* 1949) ist ein amerikanischer Informatiker, der Pionierarbeit in der Computergrafik leistete.
Blinn erhielt 1970 einen Bachelor-Abschluss in Physik und Kommunikationswissenschaft an der University of Michigan, wo er auch einen Master-Abschluss als Ingenieur machte. 1978 wurde er an der University of Utah in Informatik promoviert. Er war danach am Jet Propulsion Laboratory, wo er Animationen für die Voyager-Sonden schuf,  arbeitete am Caltech (wobei er in dieser Zeit frühe Kurse über Computergrafik am College of Design in Pasadena gab) und ist seit 1995 bei Microsoft Research.
Blinn entwickelte Bump Mapping (1978) und war an der Entwicklung des Reflection Mapping beteiligt (Blinn-Beleuchtungsmodell, Blinn Phong Shading 1977).
In weiteren Kreisen wurde er auch durch die frühen Computersimulationen für die Voyager-Missionen (wofür er die NASA Exceptional Service Medal erhielt) und für die Cosmos-Doku-Serie von Carl Sagan bei PBS bekannt. Am Caltech arbeitete er an animierten Projekten für Physik und Mathematik Pädagogik (The Mechanical Universe, Project Mathematics !).
Aus seiner Kolumne am IEEE Computer Graphics and Applications Journal (für die er 1989 den IEEE Outstanding Contribution Award erhielt) entstand auch eine Buchreihe (Jim Blinn´s Corner).
1991 wurde er MacArthur Fellow. 1995 erhielt er einen Ehrendoktor in Fine Arts der Parsons School of Design. 1983 erhielt er den SIGGRAPH Computer Graphics Achievement Award und 1999 den Steven Anson Coons Award.

## Schriften
- Jim Blinn's Corner: Dirty Pixels, Morgan Kaufmann Publishers, Inc., ISBN 1-55860-455-3
- Jim Blinn's Corner: A Trip Down The Graphics Pipeline, Morgan Kaufmann Publishers, Inc., ISBN 1-55860-387-5
- Jim Blinn's Corner: Notation, Notation, Notation, Morgan Kaufmann Publishers, Inc., ISBN 1-55860-860-5
- Simulation of Wrinkled Surfaces, Computer Graphics, Band 12, 1978, S. 286–292 (Bump Mapping)
- Texture and Reflection In Computer Generated Images, Communications of theACM, Band 19, 1976, S. 542–547
- Models of Light Reflection for Computer Synthesized Pictures, Computer Graphics, 1977, SIGGRAPH 77, S. 192–198 (Blinn-Phong Shading).
- A Generalization of Algebraic Surface Drawing, ACM Transactions on Graphics, Band 1, 1982, S. 235–256 (Metaball Algorithmus).
- Light Reflection Functions for the Simulation of Clouds and Dusty Surfaces, Computer Graphics 1982, SIGGRAPH 82, S. 21–29.